# Alexis Canoz
Alexis Canoz (Sellières, 8 de septiembre de 1805-Tiruchirappalli, 2 de diciembre de 1888) fue un jesuita misionero en la India, primer vicario apostólico de Madurai, primer obispo de Tiruchirappalli y fundador de la Congregación de la Madre de los Dolores Siervas de María.

## Biografía
Alexis Canoz nació el 8 de septiembre de 1805 en Sellières, Francia. Estudió en el colegio jesuita de Arc e ingresó a la Compañía de Jesús el 22 de agosto de 1824. En 1839 fue destinado a la misión de Madurai, de la cual fue nombrado primer vicario apostólico. Para ella fue ordenado obispo el 29 de junio de 1847 y como tal participó en el Concilio Vaticano I. El prelado se preocupó por el establecimiento de la jerarquía católica en India y luchó contra el sistema de castas en India, para la educación de las jóvenes de castas inferiores fundó la Congregación de la Madre de los Dolores Siervas de María.
Del vicariato de Madurai surgió la diócesis de Tiruchirappalli, de la cual fue igualmente su primer obispo, en cuyo cargo murió el 2 de diciembre de 1888.